# Frank Lockwood
Pour les articles homonymes, voir Lockwood.
Frank Lockwood, (15 juillet 1846 - 18 décembre 1897) est un avocat anglais et homme politique du Parti libéral qui siège à la Chambre des communes comme député de la ville de York de 1885 à 1897.

## Biographie
Lockwood est né à Doncaster, le fils de Charles Day Lockwood. Son arrière-grand-père Joseph Lockwood (vers 1758-1837) est deux fois maire de Doncaster, et son grand-père est pendant de nombreuses années juge sur l'hippodrome. Lockwood fait ses études dans une école privée, à la Manchester Grammar School et au Caius College de Cambridge.
Lockwood est appelé au barreau de Lincoln's Inn en 1872 et rejoint l'ancien circuit des Midlands, puis se dirige vers le nord-est, gagnant au cours de sa première année 120 guinées et les 265 guinées suivantes. À partir de ce moment, il connait une carrière de succès ininterrompu, il intervient dans le dossier très médiatisé de la défense du meurtrier Charles Peace en 1879. En 1880, il est membre d'une commission royale d'enquête sur les pratiques de corruption à Chester. Il est nommé conseiller de la reine en 1882 et en 1884, il est nommé enregistreur de Sheffield.
Lockwood fait deux tentatives infructueuses pour entrer au parlement, l'une à King's Lynn lors des élections générales de 1880 l'autre à York lors d'une élection partielle en 1883. Il est élu député libéral de York aux élections générales de 1885 et occupe le siège jusqu'à sa mort en 1897. En 1894, il devient solliciteur général dans le ministère de Lord Rosebery et est fait chevalier. Il est solliciteur général pendant moins d'un an. Au cours de cette période, il participe au procès du meurtrier James Cadham Read.
En mai 1895, Lockwood est l'avocat principal de la poursuite dans Regina c. Oscar Wilde. Le gouvernement libéral semble déterminé à obtenir des poursuites avec succès. Edward Carson, qui défend avec succès le marquis de Queensbury contre la diffamation criminelle malavisée de Wilde, s'est approché de Frank Lockwood et demande « Ne pouvons-nous pas laisser tomber le gars maintenant ? Lockwood répond qu'il aimerait le faire, mais craint que l'affaire ne soit devenue trop politisée pour être abandonnée.
En 1896, Lockwood accompagne le Lord Chief Justice Russell et l'avocat Montague Hughes Crackanthorpe aux États-Unis pour assister à la dix-neuvième réunion de l'American Bar Association comme représentant spécialement invité du barreau anglais. Pendant le voyage, il maintient la réputation dont il jouit en Angleterre en tant que conférencier et contribue à renforcer le lien d'amitié entre la magistrature et le barreau des États-Unis et la magistrature et le barreau d'Angleterre.
L'oncle de Lockwood, Henry Francis Lockwood, est un architecte et son père un dessinateur talentueux. Lockwood a également un talent pour le dessin, qu'il utilise pour s'amuser, lui et ses amis, en faisant des caricatures à la plume et à l'encre et des croquis d'incidents humoristiques, réels ou imaginaires, relatifs au sujet le plus proche. Il illustre Scintillae Juris de CJ Darling en 1889 et contribue à Punch de 1893 à 1897. Une exposition de son travail a eu lieu à Londres en mars 1889. Il est également l'auteur de The Law and Lawyers of Pickwick publié en 1894.
Lockwood vit à Cober Hill, Cloughton, près de Scarborough, North Yorkshire. Il est décédé à Londres à l'âge de 51 ans.
Lockwood épouse Julia Rosetta Salis Schwabe, fille de Salis et Julia Schwabe de Manchester et Glyn-y-Garth, Anglesey, le 3 septembre 1874. Sa femme est la sœur de son collègue député George Salis-Schwabe et la fille de l'éducatrice Julia Schwabe.
Lockwood est le beau-frère du 21e MacLean de Lochbuie et une petite île au large de la côte de Mull en Écosse près de Lochbuie  porte son nom .